# Centrale di tiro Mod. 1940 "Gamma"

La colonnina di punteria della centrale.

La centrale di tiro Mod. 1940 "Gamma" è una centrale di tiro italiana impiegata dall'arma contraerea del Regio Esercito e della Milizia Volontaria per la Sicurezza Nazionale durante la seconda guerra mondiale e rimasta in servizio con l'Esercito Italiano nel dopoguerra.

## Storia
La  Centrale Mod. 40 "Gamma" era un modello prodotto dalla ditta ungherese Gamma-Juhasz. Fu acquisito nel 1940 per le batterie contraeree campali del Regio Esercito e quelle fisse della Milizia per la difesa antiaerea territoriale equipaggiate con il cannone 75/46 Mod. 1934 e Mod. 1940, andando a sostituire parzialmente la centrale di tiro Mod. 1937 "Gala". Successivamente fu assegnata alle unità armate con la mitragliera Breda 37/54 e, in attesa della fornitura dell'avanzata centrale di tiro Mod. Borletti-Galileo-San Giorgio, alle potenti batterie da 90/53 Mod. 1939. Impiegata durante tutto la seconda guerra mondiale e, dopo l'armistizio di Cassibile, anche dalle forze della RSI e probabilmente dalla Wehrmacht. Nel dopoguerra equipaggiò i reggimenti di artiglieria contraerea pesante dell'Esercito Italiano. In seguito fu integrata nella centrale di tiro Contraves F90 BT come  Puntatore T90. Venne radiata a metà degli anni sessanta insieme ai cannoni da 90/53, sostituiti dai sistemi missilistici Raytheon MIM-23 Hawk.

## Caratteristiche tecniche
La "Gamma", basata su un calcolatore analogico, differiva dalla precedente "Gala" principalmente perché trasmetteva automaticamente i dati di tiro agli organi di puntamento ed alla spolettatrice dei pezzi (precedentemente erano trasmessi telefonicamente dal personale addetto).
La centrale era composta da:
- colonnina di punteria: elettroassistita, conteneva il calcolatore elettromeccanico dei dati di tiro e due cannocchiali di puntamento indipendenti; installata su treppiede.
- telemetro stereoscopico da 4 metri.
- collegamenti:
  - elettrico tra colonnina di punteria e pezzi;
  - telefonico tra colonnina e telemetro;
- gruppo elettrogeno e accumulatori.

Il dato della distanza era rilevato dai telemetristi e trasmesso per via telefonica alla  colonnina di punteria, dove due addetti collimavano i due cannocchiali sul bersaglio, ricavando il dato della direzione. Il calcolatore stimava il punto futuro del bersaglio, trasmettendone i tre valori dei dati di tiro ("tiro", "direzione" e "spoletta"), attraverso cavi elettrici, agli indici sui sistemi di puntamento ed ai graduatori dei pezzi. Sul pezzo i puntatori dovevano solo far coincidere i controindici con gli indici agendo sui volantini di elevazione e brandeggio, mentre se il cannone era dotato di servomeccanismi idraulici, questa procedura avveniva in automatico. Il porgitore doveva invece solo inserire, al momento segnalato, il cartoccio-proietto spolettato nella tramoggia del graduatore, prima di inserire il colpo in culatta. I comandanti di batteria potevano controllare i dati sulla strumentazione analogica della  colonnina e potevano eventualmente intervenire inserendo manualmente le correzioni in caso di traiettoria non rettilinea del bersaglio. Il calcolatore disponeva di un congegno di eliminazione dell'errore di parallasse, consentendo lo schieramento della centrale di tiro ad una quota (da -50 a + 300 metri) diversa e fino a 500 metri di distanza dalla linea pezzi, quindi in una posizione quindi più sicura.

## Dati tecnici
Dati relativi all'impiego della centrale con munizionamento a spoletta a graduazione meccanica del cannone da 75/46 C.A. Mod. 1934:
- distanza di tiro sull'orizzonte con velocità del bersaglio uguale 750 m/s:
  - minima: 1.000 m;
  - massima: 8.700 m;
- quota di tiro: da -100 a +7.500 m;
- velocità del bersaglio per l'inseguimento:
  - orizzontale misurabile: da 0 a 150 m/s (540 km/h);
  - orizzontale introducibile manualmente: da 25 m/s a 150 m/s;
  - verticale: da 15 m/s a 145 m/s;
- parametri inseribili per la correzione dei dati di tiro
  - vento,
  - densità dell'aria,
  - variazione della velocità iniziale dei proietti,
  - errore di parallasse: potevano essere inserite le posizioni relative tra pezzi e centrale,
- personale addetto: 8 specialisti.